# Morina
Morina (Pršljenasti cvijet; lat. Morina) je biljni rod u porodici Caprifoliaceae, nekad uključivan u porodicu Dipsacaceae. Postoji 15 priznatih vrsta u Europi (Balkanski poluotok) i tropskoj i umjerenoj Aziji. Tipična je M. persica.
Atraktivnog izgleda je dugolisna morina M. longifolia, trajnica porijeklom s Himalaja.
Vrste roda Acanthocalyx uključene su u ovaj rod.

## Vrste
1. Morina alba Hand.-Mazz.
2. Morina bracteata C.Y.Cheng & H.B.Chen
3. Morina chinensis Y.Y.Pai
4. Morina chlorantha Diels
5. Morina coulteriana Royle
6. Morina kokanica Regel
7. Morina kokonorica K.S.Hao
8. Morina longifolia Wall. ex DC.
9. Morina lorifolia C.Y.Cheng & H.B.Chen
10. Morina ludlowii (M.J.Cannon) D.Y.Hong
11. Morina nepalensis D.Don
12. Morina parviflora Kar. & Kir.
13. Morina persica L.
14. Morina polyphylla Wall. ex DC.
15. Morina subinermis Boiss.

## Sinonimi
- Acanthocalyx (DC.) M.J.Cannon
- Asaphes Spreng.
- Cryptothladia (Bunge) M.J.Cannon